# Pterolophia lobata
Pterolophia lobata är en skalbaggsart som beskrevs av Stefan von Breuning 1938. Pterolophia lobata ingår i släktet Pterolophia och familjen långhorningar.
Artens utbredningsområde är Gabon. Inga underarter finns listade i Catalogue of Life.